# Champcevinel
Champcevinel – miejscowość i gmina we Francji, w regionie Nowa Akwitania, w departamencie Dordogne.
Według danych na rok 1990 gminę zamieszkiwało 2208 osób, a gęstość zaludnienia wynosiła 125 osób/km² (wśród 2290 gmin Akwitanii Champcevinel plasuje się na 194. miejscu pod względem liczby ludności, natomiast pod względem powierzchni na miejscu 628.).